# Campeonato Paulista de Futebol de 2022 - Série A3
O Campeonato Paulista de Futebol da Série A3 de 2022, ou Paulistão A3 Sicredi 2022 por motivos de patrocínio, foi a 69.ª edição do campeonato equivalente ao terceiro nível do futebol paulista. Os dois mais bem colocados são promovidos para a Série A2, enquanto os dois últimos foram rebaixados para a Série B. O campeonato adotará o VAR a partir da segunda fase.

## Regulamento
Na primeira fase, as dezesseis equipes se enfrentaram em quinze rodadas e os dois últimos colocados caem para o Série B, enquanto os oito primeiros avançarão para a segunda fase. Na segunda fase os clubes são divididos em dois grupos de quatro, classificando-se os dois melhores de cada grupo. Nas semifinais o primeiro de um grupo enfrenta o segundo do outro em partidas de ida e volta, e os vencedores garantem o acesso à Série A2 de 2023.

## Critérios de desempate
Em caso de empate de pontos entre dois clubes, os critérios de desempates devem ser aplicados na seguinte ordem:
1. Número de vitórias
2. Saldo de gols
3. Gols marcados
4. Número de cartões vermelhos
5. Número de cartões amarelos
6. Sorteio público

## Equipes participantes
| Equipe            | Cidade                | Em 2021  | Estádio                  | Capacidade | Participações | Títulos               |
| ----------------- | --------------------- | -------- | ------------------------ | ---------- | ------------- | --------------------- |
| Bandeirante       | Birigui               | 11º      | Pedro Marin Berbel       | 8.240      | 21            | 0                     |
| Barretos          | Barretos              | 5º       | Fortaleza                | 13.007     | 17            | 0                     |
| Capivariano       | Capivari              | 9º       | Arena Capivari           | 12.000     | 14            | 1 (1984)              |
| Comercial         | Ribeirão Preto        | 12º      | Palma Travassos          | 18.277     | 6             | 0                     |
| Desportivo Brasil | Porto Feliz           | 10º      | Ernesto Rocco            | 5.000      | 5             | 0                     |
| EC São Bernardo   | São Bernardo do Campo | 15º (A2) | Primeiro de Maio         | 13.400     | 13            | 0                     |
| Marília           | Marília               | 8º       | Bento de Abreu           | 15.010     | 10            | 0                     |
| Matonense         | Matão                 | 2º (SD)  | Dr. Hudson Buck Ferreira | 12.010     | 19            | 1 (1996)              |
| Nacional-SP       | São Paulo             | 4º       | Nicolau Alayon           | 10.723     | 13            | 3 (1994, 2000 e 2017) |
| Noroeste          | Bauru                 | 6º       | Alfredo de Castilho      | 18.866     | 13            | 1 (1995)              |
| Olímpia           | Olímpia               | 14º      | Tereza Breda             | 13.022     | 31            | 1 (2007)              |
| Rio Preto         | São José do Rio Preto | 13º      | Anísio Haddad            | 14.126     | 17            | 2 (1963 e 1999)       |
| São José-SP       | São José dos Campos   | 7º       | Martins Pereira          | 16.500     | 7             | 1 (1965)              |
| Sertãozinho       | Sertãozinho           | 16º (A2) | Fredericão               | 7.860      | 18            | 3 (1971, 2004 e 2016) |
| Suzano            | Suzano                | 1º (SD)  | Suzanão                  | 3.445      | 9             | 0                     |
| Votuporanguense   | Votuporanga           | 3º       | Plínio Marin             | 8.145      | 4             | 0                     |

| Bandeirante Barretos Capivariano Comercial Desportivo Brasil EC São Bernardo Marília Matonense Noroeste Nacional-SP Olímpia Rio Preto São José-SP Sertãozinho Suzano VotuporanguenseLocalização das equipes participantes da Série A3 de 2022. |

## Segunda fase

### Grupo 2
|  |                                    |
|  | Classificados para a terceira fase |

## Fase final
|  | Semifinais      | Semifinais | Semifinais | Semifinais |   |           | Final | Final | Final | Final |
|  |                 |            |            |            |   |           |       |       |       |       |
|  | Comercial(gf)   | 1          | 0          | 1          |   |           |       |       |       |       |
|  | Votuporanguense | 1          | 0          | 1          |   |           |       |       |       |       |
|  | Votuporanguense | 1          | 0          | 1          |   | Comercial | 1     | 2     | 3     |       |
|  |                 |            |            |            |   | Comercial | 1     | 2     | 3     |       |
|  |                 | Noroeste   | 2          | 2          | 4 |           |       |       |       |       |
|  | Noroeste(gf)    | Noroeste   | 2          | 2          | 4 | 0         | 2     | 2     |       |       |
|  | Noroeste(gf)    |            |            |            |   | 0         | 2     | 2     |       |       |
|  | EC São Bernardo | 2          | 0          | 2          |   |           |       |       |       |       |

## Premiação
| Campeonato Paulista de 2022 - Série A3 |
| São Paulo                              |
| -------------------------------------- |
| Noroeste Campeão (2.º título)          |